# High School Musical: O Desafio
High School Musical: O Desafio é a adaptação cinematográfica brasileira do filme norte-americano High School Musical, adaptado do livro Battle of the Bands para o mercado brasileiro. A produção local é da Total Entertainment, conhecida também como Total Filmes, e a co-produção fica nas mãos da Walt Disney Studios Motion Pictures Brasil, responsável pela distribuição.
O filme brasileiro é a terceira produção da Disney na América Latina, já que a Argentina e o México tiveram suas versões: High School Musical: El Desafío (Argentina) e High School Musical: El Desafío (México). No entanto o filme sofreu algumas mudanças já que os produtores César Rodrigues e a Total Filmes "abrasileiraram" o projeto filmado no Rio de Janeiro, não seguindo o estilo caricato que se vê nas outras produções latinas. O diretor de arte, Clóvis Bueno, conseguiu adaptar o visual de maneira diferenciada, a produtora Iafa Britz se emocionou ao ver a coreografia do Olodum e do futebol. Os números de dança ficaram a cargo de Tânia Nardini e de sua equipe de três coreógrafos. O maestro Marconi Araújo preparou a voz dos atores e o produtor musical Guto Graça Mello fez as músicas.
A diretora Karen Acioly trabalhou durante dois meses na preparação do elenco principal, trabalhando em conjunto com César Rodrigues. Para este primeiro projeto cinematrográfico da Disney no Brasil, César Rodrigues aproveitou sua experiência com crianças e adolescentes no teatro. Quanto às filmagens dos números musicais, o diretor teve à sua disposição três câmeras e uma grua de 11 metros SteadyCam Dolly. O elenco do filme foi escolhido depois de várias audições do Disney High School Musical - A Seleção (ou só HSM - A Seleção). É formado por Olavo Cavalheiro, Renata Ferreira, Paula Barbosa, Fellipe Guadanucci, Samuel Nascimento, Karol Cândido, Beatriz Machado, Moroni Cruz. Conta com a participação especial da cantora Wanessa. Vale salientar que os dezoito finalistas do High School Musical a Seleção estão entre os figurantes. As filmagens iniciaram em abril de 2009 e foram concluídas em 14 de junho. As sessões do filme iniciaram nos principais cinemas do Brasil a partir do dia 5 de fevereiro de 2010. Tendo estreado no Disney Channel Portugal em 2012.

## Sinopse
Um novo ano escolar começa no colégio High School Brasil. Com o reinício das aulas, Olavo, o capitão da equipe de futsal Lobos-Guará, descobre que sua vizinha e colega de classe Renata mudou durante as férias. Paula, sem mudanças, continua vaidosa como sempre e gastando seu tempo dominando o irmão Fellipe e suas amigas Alícia e Clara, ou como ela prefere chamar: As Invisíveis. O diretor do colégio e a Professora Márcia, de Artes, convoca os alunos para o primeiro Concurso de Música. Será a oportunidade para que os estudantes demonstrem ser verdadeiras estrelas da música. Apenas uma banda será a vencedora, aquela que for capaz de trabalhar em equipe, buscar a superação e souber que não basta apenas formar um grupo com os melhores artistas - é imprescindível que demonstrem ser as melhores pessoas.
Trabalhando contra o relógio e com poucos recursos, os alunos se empenham para o grande dia. Olavo e Renata, juntos com Moroni, Bia, Samuel, Fábio e Ed participam do concurso formando uma banda que denominaram de A Tribo. Moroni de início ironiza a possibilidade de cantar. Os outros rapazes que fazem parte dos Lobos-Guará também não ficam muito animados com a proposta de formarem uma banda e cantarem no Concurso de Música, mas acabam aceitando a ideia. Renata, que havia sido preterida por Paula em seu grupo, junta-se a Olavo e seus amigos para formarem a banda. Percebem que precisam da ajuda de Fellipe para que todos encontrem a harmonia ao cantarem. Ao mesmo tempo, Paula tenta prejudicar a banda para que eles não sejam bem sucedidos. Ela não se conforma ao ver que seu irmão Fellipe aceita o convite da Banda A Tribo e procura fazer de tudo para que ele não apoie a banda rival. Chega ao extremo de burlar o regulamento da disputa. No momento da apresentação, Paula perde a voz e é Karol quem segura a apresentação podendo finalmente mostrar seu talento vocal. Mesmo assim ela busca Paula atrás das cortinas para finalizar a apresentação. A atitude das pessoas faz com que Paula se redima ao final do Concurso de Música e perceba que a amizade e o bom relacionamento familiar são mais importantes do que a mera vaidade. Por sua vez, o pai de Olavo reconhece que o filho pode fazer suas próprias escolhas e lhe dar orgulho tanto nos esportes como em outras áreas, como foi o caso da música.

## Elenco
Principal
- Olavo Cavalheiro como Olavo (equivalente de Troy Bolton)
- Renata Ferreira como Renata (equivalente de Gabriella Montez)
- Paula Samuel Barbosa como Paula (equivalente de Sharpay Evans)
- Fellipe Guadanucci como Fellipe (equivalente de Ryan Evans)
- Samuel Nascimento como Samuel (equivalente de Zeke Baylor)
- Karollina como Karol (equivalente de Taylor McKessie)
- Moroni Cruz como Moroni (equivalente de Chad Danforth)
- Beatriz Machado como Beatriz (equivalente de Kelsi Nielsen)

E ainda
- Eduardo Landim como Ed (equivalente de Jason Cross)
- Fábio Enriquez como Fábio (aluno, jogador do time de futsal Lobos-Guará e amigo de Olavo, Samuel, Moroni e Ed)
- Giselle Batista como Clara (equivalente de Lea, a Sharpette)
- Michelle Batista como Alicia (equivalente de Emma, a Sharpette)
- Tadeu Aguiar como pai de Olavo (equivalente de Sr. Bolton)
- Débora Olivieri como Professora Márcia (equivalente de Sra. Darbus)
- Herbert Richers Jr. como Pai de Paula e de Fellipe (equivalente de Sr. Evans)
- Ilana Kaplan como mãe da Paula e de Fellipe (equivalente de Sra. Evans)
- Tereza Seiblitz como mãe de Renata (equivalente de Sra. Montez)
- Cláudio Torres Gonzaga como Diretor Gonzaga (equivalente de Diretor Matsui)
- Arthur Aguiar como Arthur (aluno)
- Douglas Ferregui como Douglas (aluno, jogador do time Lobos-Guará)
- Thays Gorga como Thays (aluna e apresentadora do concurso de música)
- Daniel Bianchin como Daniel (jurado do concurso de música e ex-aluno do colégio)
- Lenora Hage como Lenora (jurada do concurso de música e ex-aluna do colégio)
- Bernardo Falcone como Bernardo (aluno, membro do clube de teatro)
- Júnior Wolt como Júnior (aluno, membro do clube de teatro)
- Victor Amado como Victor (aluno, membro do clube de teatro)
- Carolina Calheiros como Carolina (aluna, membro do clube de teatro)
- Yasmim Manaia como Yasmim (aluna, membro do clube de teatro)
- Eduardo Gil como Eduardo (aluno, membro do clube de teatro)
- Leka Rocha como Leka (aluna, membro do clube de teatro)
- Pamela Otero como Pamela (aluna, membro do clube de teatro);

Participação especial
- Wanessa Camargo como Wanessa (ex-aluna do colégio e cantora famosa)

## Lançamento
High School Musical: O Desafio, teve pré-estreia em São Paulo, no dia 26 de Janeiro de 2010 (no Shopping Eldorado), com a presença do elenco principal do filme, os apresentadores Thays Gorga, Daniel Bianchin e Yasmin Manaia do Zapping Zone do Disney Channel. Teve também a presença de Robson Nunes do Disney Planet, e o apresentador do programa DXD XTRA do Disney XD, Lucas Miagusucu e do Playhouse Disney Channel Luca Mendes. Estavam presentes também, o diretor do filme, César Rodrigues e a cantora e também atriz Wanessa que também participou do filme. Já no Rio de Janeiro a pré-estreia aconteceu no dia 27 de Janeiro de 2010 também compareceu os mesmos artistas citados acima. Em Porto Alegre a pré-estreia foi no dia 28 de Janeiro de 2010. A pré-estreia em Belo Horizonte foi no dia 1º de Fevereiro de 2010 com participação da Paula e da Karol ambas mineiras.Em Recife  a pré-estreia foi no dia 2 de fevereiro, com a presença dos protagonistas Olavo Cavalheiro e Renata Ferreira. A pré-etreia em Santos foi no dia 4 de fevereiro de 2010. E a estreia em todo o Brasil foi no dia 5 de Fevereiro 2010.
Os atores Olavo, Renata, Fellipe, Paula, Beatriz, Moroni, Samuel e Karol do filme High School Musical: O Desafio estiveram no Shopping Flamboyant em Goiânia, Goiás no dia 8 de Fevereiro de 2010 para uma tarde de autógrafos. O evento aconteceu das 16h00 até as 17h00.

## Produção
As gravações foram feitas no Rio de Janeiro: mais precisamente no quinto pavilhão do Centro de Convenções Rio Centro, no SESC Escola, Bosque da Barra, HSBC Arena, na praia do Arpoador e num condomínio na Barra da Tijuca, onde o elenco principal ficou morando enquanto participavam da pré-produção do filme tendo aulas de canto, dança, expressão corporal e futsal.

## DVD
O DVD de High School Musical: O Desafio foi lançado no dia 9 de Junho de 2010. O DVD tem como extra o Making Of, os bastidores das gravações e também um conteúdo sobre a participação especial de Wanessa no filme.

## Números Musicais
1. “Novo Ano Começou”: O filme inicia com uma breve apresentação dos protagonistas (Olavo e Renata), e logo em seguida, começa um novo dia, e ao saírem para ir a escola Olavo e Renata se encontram na frente de casa e começam a cantar “Novo Ano Começou”. Seguindo em direção a escola, eles vão juntando mais gente pelo caminho, e quando chegam em frente a escola, todos dançam e cantam junto com os protagonistas. Até que chegam Paula e Fellipe, que até então olham meio com medo para Olavo e Renata, mas logo se juntam a todos.
2. “Matemática”: Renata se inscreve para ser monitora de classe, e vai ensinar matemática para uma classe. Só que nessa classe, só tem a presença de Fellipe. Renata o chama para começar a aula, só que ele diz que matemática é careta e que o negócio dele é cantar. E começam a cantar (durante a música há o diálogo entre os dois. Ele insistindo para que ela entre no concurso de música junto com ele). Até que Wanessa e a Professora Márcia chegam e convencem Renata e Fellipe a fazerem uma dupla para o concurso de música.
3. “Futebol”: É a apresentação musical do time de futsal da escola High School Brasil, os Lobos-Guará. Composto basicamente por Olavo, Moroni, Ed, Samuel e Fábio (e vários outros figurantes), o número começa quando Olavo chama o grupo para participar do concurso de música da escola, porém os outros (exceto Samuel) discordam da opinião de Olavo e daí começa a canção, e ao término todos acabam aceitando participar do concurso de música.
4. “Que papel é esse?”: Essa canção é o que se pode dizer do “dueto entre irmãos”. O tão esperado dueto entre Paula e Fellipe, não foi bem uma apresentação, e sim um diálogo entre os personagens no filme. Enquanto ensaiavam para o concurso de música, Paula acha a ficha de inscrição de Fellipe (que irá fazer dupla com Renata no concurso de música), daí ele arranca o papel da mão da sua esperta irmã e sai correndo pela casa. Nisso, Paula, vai atrás dele cantando a canção “Que Papel é Esse?”. O número acabou se tornando o que pode se chamar de “Dueto Entre Irmãos” (diferente do que aconteceu nos três filme de “High School Musical”, quando Sharpay e Ryan, cantavam canções como “What I've Been Looking For”, “Bop to The Top”, “Fabulous”, “Humuhumunukunukuapua’a” e “I Want It All”).
5. “Eu Sabia...”: É a apresentação romântica do casal protagonista. Nessa cena musical, Renata e Olavo são convidados a fazer o papel de Romeu e Julieta. Quando a música começa, eles se empolgam e no fim da música, quase se beijam, porém, a professora Márcia logo diz que não é necessário eles se beijarem. Daí para frente, novos caminhos estão abertos para o tão esperado beijo.
6. “A Procura do Sol”: É a canção em que Renata quer dizer a Fellipe, que precisa da ajuda dele, pois ela iria cantar com Olavo. Mas daí ela diz que não vai conseguir cantar com ele, pois precisava dos conselhos de Fellipe que não tem como falar com Renata naquele momento, pois sua irmã Paula está a sua procura, mas daí Bia sai correndo atrás dela, para dizer que não era para ela desistir, até que as duas saem pelo corredor cantando. No fim, tudo dá certo e ela diz que vai aceitar cantar com Olavo.
7. “Conselho de Amiga”: Número em que Wanessa dá conselhos a Renata e em seguida começam a cantar. A canção diz basicamente para não desistir de suas metas e sonhos (já que Renata já tinha desistido de participar do musical, por ter perdido um encontro com Olavo). E depois disso, Wanessa diz que Renata não pode pensar assim, e aconselha a amiga a voltar e participar do musical.
8. “Tudo Está Melhor”: Nesse número, Olavo sai de bicicleta pelas ruas do Rio de Janeiro (essa é uma das poucas cenas que mostra o Rio de Janeiro) logo depois de ter discutido com o seu pai. Ao longo dessa caminhada ele inicia uma canção e continua a cantar até chegar em uma praia. A partir daí, ele pensa melhor e chama Renata para cantar de novo. Nessa música vemos um pouco de semelhança com Bet On It e Scream, música de High School Musical 2 e High School Musical 3: Senior Year, respectivamente.
9. “Superstar”: É a canção do grupo da Paula, chamado “Paula e as Invisíveis”. A canção, claro, diz sobre uma superstar (a Paula sem dúvidas) e as “invisíveis” atrás da Paula não podem se destacar tanto. Porém Paula começa a perder a voz, e quem assume o vocal da canção é Karol, uma das dançarinas de “as invisíveis” da Paula (que por sinal, sempre se destacava mais que Paula nos ensaios, por isso era sempre a mais excluída do grupo). E logo em seguida vai chamar Paula de volta para o palco, e uma surpresa, Paula (ainda sem voz para cantar) chama Karol para assumir o vocal da banda.
10. “Faça parte desse show”: Essa foi à canção de “A Tribo” grupo de Olavo, Renata, Moroni, Beatriz, Samuel, Ed e Fábio. A semelhança com “All For One” de “High School Musical 2”, foi sim premeditada, mesmo porque essa canção é a versão de “All For One”, porém um pouco modificada. E é com essa música que “A Tribo” se apresenta no musical.
11. “Atuar, Dançar, Cantar”: É a canção de encerramento do filme. Todos se juntam para cantar essa incrível canção que está numa versão mais agitada e com novas vozes como a de Wanessa. Dessa vez quem começa cantando a música é Wanessa dando a essa versão um diferencial com a sua doce e linda voz. E a partir daí todos juntos cantam e dançam, e é um número incrível com todas aquelas pessoas cantando e dançando é realmente emocionante. E por fim, eles encerram o filme, mostrando o rosto dos oito principais personagens (Olavo, Renata, Fellipe, Paula, Moroni, Bia, Samuel e Karol) e continuam com a música.

## Trilha sonora
A direção musical é assinada pelo maestro Guto Graça Mello. Algumas músicas, são versões em português das canções dos filme da Argentina e do México (intitulados High School Musical: El Desafío).
| #  | Música                                                | Interpretado por                                               |
| -- | ----------------------------------------------------- | -------------------------------------------------------------- |
| 1  | Novo Ano Começou (El Verano Terminó)                  | Renata, Olavo, Beatriz, Fellipe, Paula, Moroni, Karol & Samuel |
| 2  | Tudo Está Melhor (Arpoador) (La Vida Es Una Aventura) | Olavo                                                          |
| 3  | Conselho de Amiga                                     | Renata & Wanessa                                               |
| 4  | Futebol                                               | Lobos-Guará                                                    |
| 5  | Matemática                                            | Renata & Fellipe                                               |
| 6  | Que Papel é Esse?                                     | Paula & Fellipe                                                |
| 7  | À Procura do Sol (A Buscar El Sol)                    | Renata & Beatriz                                               |
| 8  | Eu Sabia (Romeu e Julieta) (Yo Sabía)                 | Olavo & Renata                                                 |
| 9  | Tamanho Não É Documento                               | Camila Caputi (Marta e as Jogadoras de Vôlei)                  |
| 10 | Eu Sou Única (Paula E As Invisíveis) (Superstar)      | Paula e Karol (Paula e as Invisíveis)                          |
| 11 | Faça Parte Desse Show                                 | Renata, Olavo, Beatriz, Fellipe, Moroni & Samuel (A Tribo)     |
| 12 | Atuar, Dançar, Cantar (Actuar, Bailar, Cantar)        | Todos                                                          |
| 13 | Gosto Tanto                                           | Wanessa                                                        |

O CD foi lançado no dia 18 de Junho de 2010 pela Walt Disney Records.

## Ficha técnica
- César Rodrigues   (Diretor)
- Karen Acioly     (diretora assistente)
- Hsu Chien Hsin   (primeiro diretor assistente)
- Walkiria Barbosa (produtora)
- Bianca Paranhos      (segundo diretor assistente)
- Leonardo Carvalho    (segundo diretor assistente)
- Bruno Bennec      (terceiro diretor assistente)
- Iafa Britz       (produtora)
- Marcos Didonet   (produtor)
- Mariangela Furtado   (produtora)
- Marcelo Guerra   (produtor - assistente executivo)
- Vilma Lustosa    (produtora)
- Guto Graça Mello (diretor musical)
- Marconi Araújo   (diretor vocal)
- Clóvis Bueno     (diretor de arte)
- Tânia Nardini    (coreógrafa)
- Susana Cardoso   (roteirista)
- Carol Castro         (adaptação)
- José Roberto Eliezer (cinematografia)
- Marcos Flaksman      (diretor de arte)
- Ellen Millet         (figurino)
- Simone Batata        (maquiagem)
- Zezé D'Alice         (som)
- Waldir Xavier        (edição de som)
- Eduardo Hartung      (montagem)

A Filmosonido foi a responsável pela mixagem.